# Bandera de la provincia del Río Negro
La bandera de la provincia de Río Negro es una bandera creada en 2009 para representar a la Provincia del Río Negro en la Argentina. Fue creada mediante un concurso, seleccionada entre 164 proyectos, y oficializada por la Legislatura provincial el 4 de junio de 2009.

## Diseño
Está formada por tres franjas, azul la primera, blanca la central y verde la inferior, con un cantón negro en el extremo superior izquierdo conteniendo trece estrellas dispuestas en circunferencia.
Según su autor, las 13 estrellas simbolizan los departamentos de la provincia, el azul de la franja superior representa la justicia, los recursos acuíferos como los lagos de la cordillera, los ríos y los canales de riego; el blanco central, la unión de todos los colores y el verde de la franja inferior, la esperanza y la riqueza de la tierra. El cantón negro alude al río que da nombre a la provincia.

## Similitudes con otras banderas

### Polémica sobre la originalidad de la nueva bandera
La difusión de la nueva enseña de Río Negro generó una fuerte controversia . El gobierno emitió un dictamen de apoyo al concurso y expresó su deseo de que se aclaren las polémicas suscitadas, poniendo en consideración el dictamen del jurado. El propio ministro de gobierno defendió la elección de la nueva bandera exclamando: “No importa si la bandera es linda o fea, la quiero”.

### Bandera del Reino de Araucanía

Bandera de 1861 del reino de Araucanía y Patagonia o Nueva Francia.

Se ha hecho notar la similitud entre la bandera elegida y la diseñada por el pretendido rey de la Araucanía y la Patagonia en 1861, Orélie Antoine de Tounens. Este abogado y aventurero francés se dirigió a la zona de la Araucanía desde el puerto chileno de Valdivia, tuvo contacto con el lonco Quilapán, quien le permitió el ingreso al territorio mapuche, prohibido para los huincas. Allí, en circunstancias poco claras, el francés proclamó el llamado Reino de la Araucanía, nombrándose a sí mismo monarca con el nombre de Orélie Antoine I. Es dudoso que este acto contara con apoyo indígena, y el reino no pasó de una fantasía. El pretendido rey fue apresado y deportado a Francia. Actualmente un grupo de franceses mantienen una supuesta corte en el exilio, nombrando sucesivos herederos del trono. 

### Bandera no oficial de 2007

Bandera basada en un logo, tomada supuestamente como base del diseño actual.

Además de la referencia a la bandera del reino de Araucanía las franjas horizontales coinciden con un logotipo provincial de 2005, el cual se inspiraba en el escudo provincial, con la silueta del indio Comahue enmarcado en  franjas de color azul y verde. Este logo fue interpretado en 2007 como bandera no oficial, añadiéndose las trece estrellas a su alrededor. Al ganar el diseño actual, se lo acusó de plagio de esta supuesta enseña prexistente.